# Heath End (Surrey)
Heath End – wieś w Anglii, w hrabstwie Surrey, w dystrykcie Waverley. Leży 55 km na południowy zachód od centrum Londynu.